# Achille Paroche
Nicolas Achille Paroche (Sery, Ardenes, 1 de març de 1868 - Signy-l'Abbaye, 27 de maig de 1933) va ser un tirador francès que va competir a finals del segle XX i durant el primer quart del segle xx.
El 1900 va prendre part en els Jocs Olímpics de París, en què disputà set proves del programa de tir olímpic i guanyà quatre medalles. En la prova de rifle militar, bocaterrosa guanyà la medalla d'or, en pistola militar individual i per equips guanyà la de plata, i en la de rifle militar, tres posicions per equips la de bronze.
Vint anys més tard, als Jocs d'Anvers, guanyà la medalla de plata en la prova de rifle militar 300 metres per equips bocaterrosa. En aquells Jocs disputà fins a 10 proves del programa de Tir.